# Aphyoplatys duboisi
 Aphyoplatys duboisi és una espècie de peix de la família dels aploquílids i de l'ordre dels ciprinodontiformes.

## Morfologia
Els mascles poden assolir els 3,5 cm de longitud total.

## Distribució geogràfica
Es troba a Àfrica: República del Congo i República Democràtica del Congo.